# Biscutella sempervirens
Biscutella sempervirens är en korsblommig växtart som beskrevs av Carl von Linné. Biscutella sempervirens ingår i släktet Biscutella och familjen korsblommiga växter.

## Underarter
Arten delas in i följande underarter:
- B. s. sempervirens
- B. s. vincentina